# 张信威
张信威（1938年1月2日—），湖南娄底人，中共党员，核技术应用专家，中国工程院院士。

## 履历
1960年，毕业于北京大学物理系。2005年，当选中国工程院院士。